# Клинч (река)
Клинч (англ. Clinch River) — река в Соединённых Штатах Америки.
Исток реки находится в горном районе на западе штата Виргиния. Течёт в юго-западном направлении. Является правым притоком реки Тенесси. Длина реки — 483 км.
Входит в бассейн реки Миссисипи.
На реке построено две плотины: Дамба Норриса на границе округов Андерсон и Кэмпбелл) и Мелтон-Хилл к югу от Ок-Ридж.